# Samuel Colt
Samuel Colt (Hartford, Connecticut, 19 de juliol de 1814 - ibídem, 10 de gener de 1862) va ser un inventor i empresari estatunidenc cèlebre per la seva participació en la indústria de les armes.
Des de molt jove, Colt va mostrar gran interès per les armes i explosius. Va ser expulsat als 16 anys del centre on estudiava ciències en destruir part de l'edifici durant un experiment. El seu pare, propietari d'una fàbrica de teixits de seda, el va enviar en un viatge per mar fins a l'Índia. A Calcuta, Colt hi va veure un primitiu model de revòlver, amb un mecanisme molt insegur i poc funcional. En tornar als Estats Units va observar al vaixell un trinquet utilitzat per elevar l'àncora, i basant-se en ell va tallar en fusta un mecanisme per accionar el tambor del revòlver.
Finançat pel seu pare, Colt va crear un model funcional de revòlver que va patentar a la Gran Bretanya i als Estats Units, els anys 1835 i 1836, respectivament. Fundà a Paterson (Nova Jersey) la Paterson Arms Manufacturing Company i produí un revòlver de cinc trets del calibre 36, d'acció simple. La manca d'inversors li impedí de comprar maquinària i els revòlvers eren fabricats a mà, de manera que el seu preu era molt alt i la companyia feu fallida el 1842.
Colt inventà prototips de cables per accionar mines marines a distància per al govern, però aquest perdé l'interès i Colt convencé en Samuel Morse per emprar els seus descobriments en l'estesa del primer enllaç telegràfic submarí entre Nova York i Coney Island el 1843.
Els Rangers de Texas es posaren en contacte amb Colt, impressionats pel seu primer revòlver, per encarregar-li 1000 revòlvers el 1847. Colt havia après de la seva anterior experiència i llogà una indústria totalment equipada per abaratir el cost de cada arma i dissenyà un nou model perfeccionat de sis trets. Posteriorment Colt va establir a Hartford (Connecticut), la Colt's Firearms Company i dissenyà una línia de muntatge en cadena amb peces estàndard totalment intercanviables entre si, una cosa totalment nova en la indústria d'armament.
Les companyies de Samuel Colt van col·laborar amb altres per elaborar munició com ara bales (.44 Colt i .45 Colt) usades per diverses armes de l'època.
La indústria de Colt va créixer de seguida, sent proveïdor d'exèrcits i particulars de tot el món, i segueix existint avui en dia. El seu model més famós va ser possiblement el revòlver Colt 45 d'acció simple, utilitzat per l'exèrcit i actor convidat en la majoria de les pel·lícules del gènere de l'oest.
La popularitat de les seves armes va fer que s'encunyés la cèlebre frase: Déu va crear els homes; Samuel Colt els va fer iguals.